# Gary Karr
Pour les articles homonymes, voir Karr.
Gary Karr, né Gary Michael Kornbleit le 20 novembre 1941 à Los Angeles (Californie) et mort le 16 juillet 2025, est un contrebassiste classique et professeur américain.

## Biographie
Bien que descendant de plusieurs générations de contrebassistes, ceux-ci ne l'ont pas encouragé à s'adonner à la musique. Dans un entretien accordé au magazine ActiveBass, il rapporte n'avoir pas de contact avec les contrebassistes professionnels de sa famille.
Ses principaux professeurs sont Herman Reinshagen et Stuart Sankey (en) avec lequel il étudie au Aspen Music Festival and School et à la Juilliard School. La percée de Gary Karr survient en 1962 lorsqu'il paraît en soliste dans une retransmission télévisée des Young People's Concerts (en) de l'orchestre philharmonique de New York dirigé par Leonard Bernstein. Lors de cette fameuse retransmission, il interprète Le cygne du Carnaval des animaux de Camille Saint-Saëns. Gary Karr enregistre également le morceau avec Bernstein et l'orchestre philharmonique de New York.
Il se  produit comme soliste avec l'Orchestre symphonique de Chicago, l'orchestre symphonique de Londres, l'Orchestre philharmonique de Londres, l'Orchestre symphonique de Montréal, l'Orchestre philharmonique de Hong Kong, l'Orchestre symphonique Simón Bolívar, l'Orchestre symphonique de Jérusalem, l'Orchestre philharmonique d'Oslo, l'Orchestre de chambre de Zurich et les principaux orchestres d'Australie.
Il crée des œuvres écrites pour lui par Vittorio Giannini (Psaume CXX), Alec Wilder (Sonate pour contrebasse et piano et Suite pour contrebasse et guitare), Robert Xavier Rodriguez (Ursa, Four Seasons for Double Bass and Orchestra) et les concertos pour contrebasse et orchestre de Gunther Schuller, Hans Werner Henze, John Downey et Ketil Hvoslef. Il a enregistré le concerto de Serge Koussevitzky avec l'orchestre philharmonique d'Oslo.
Il enseigne la contrebasse dans les facultés de la Juilliard School, du New England Conservatory of Music, de la Hartt School of Music, de l'université Yale, l'université de l'Indiana, l'University of North Carolina School of the Arts (en) et contribué au programme d'écoles de musique de Halifax (Nouvelle-Écosse). Il est l'auteur d'un certain nombre de manuels pour la contrebasse. Il met l'accent sur la recherche du son unique de chacun à la contrebasse et vise à se rapprocher d'un jeu porteur de l'accent lyrique d'un chanteur.
Après 40 ans d'activité en tant qu'artiste de concert, il se retire en 2001 à Victoria en Colombie-Britannique.
Il meurt le 16 juillet 2025 des suites d'un anévrisme cérébral à l'âge de 83 ans. On lui avait avant cela diagnostiqué  un cancer agressif et inopérable.

## Fondations
En 1967, Gary Karr fonde l'International Society of Bassists (ISB), organisation consacrée à l'étude, la promotion et l'avancement de la contrebasse à travers le monde. L'ISB, avec un effectif de plus de 3 000 contrebassistes, interprètes, enseignants, étudiants et amateurs dans plus de 40 pays, organise une conférence internationale biannuelle pour faire avancer ces objectifs.
Gary Karr paraît dans le documentaire The Great Double Bass Race, réalisé en association avec BBC Television en 1978.
En 2005, Gary Karr fait don de son instrument, la « contrebasse Karr-Koussevitzky (en) » à l'ISB. Cet instrument avait été donné à Karr par Olga Koussevitzky, veuve de Serge Koussevitzky, en 1961. L'intention de l'ISB est de mettre ce précieux instrument à la disposition des contrebassistes du monde entier. On a cru à une époque que la basse Karr-Koussevitzky avait été fabriquée par la famille Amati et par conséquent est également désigné sous le nom « contrebasse Amati ».
La « Karr Double Bass Foundation » à but non lucratif qui prête des instruments à de prometteurs jeunes contrebassistes pour aider à leur développement professionnel, est créée par Karr en 1984.